# Поуп, Эдди
Джордж Э́двард (Э́дди) По́уп (англ. George Edward «Eddie» Pope; 24 декабря 1973, Гринсборо, Северная Каролина) — американский футболист, защитник. Член Национального зала славы футбола США (включён в 2011 году).

## Карьера
Эдди Поуп родился в Гринсборо, Северная Каролина. Он начал свою карьеру, выступая за футбольную команду Юго-Западной Средней школы округа Гилфорт. В 1992—1995 годах Поуп выступал за команду Университета Северной Каролины в Чапел-Хилле. В 1994 году Поуп вошёл в символическую сборную лучших футболистов НАСС, а также стал, по той же версии, лучшим футболистом Южных регионов США.
В 1996 году Поуп начал карьеру в MLS, будучи выбранным под вторым номером драфта клубом «Ди Си Юнайтед». В первом же сезоне в «Ди Си» Поуп стал выступать за сборную США (дебют — 10 октября с Тринидад и Тобаго; победа США 2:0), а также за олимпийскую команду, которая готовилась к Олимпиаде 1996. В составе клуба Поуп выиграл Кубок MLS, забив золотой гол в финальной игре с «Лос-Анджелес Гэлакси». В 1997 году Поуп получил титул «Защитника года» и игрока сборной года, а также вошёл в символическую сборную лучших игроков MLS и выиграл свой второй Кубок MLS. В 1998 году Поуп в составе «Ди Си» выиграл Кубок чемпионов КОНКАКАФ и Межамериканский кубок, первый подобный трофей, выигранный клубом MLS. В том же году Поуп в составе сборной США выиграл серебряные медали на Золотом кубке КОНКАКАФ, в полуфинальном матче США обыграла Бразилию. В том же году он провёл две игры на чемпионате мира, где команда США проиграла 3 игры из трёх. Сезоны 1999 и 2000 года сложились для Поупа неудачно, он получил несколько травм и долго восстанавливался, однако это не помешало ему принять участие в матче всех звёзд MLS. В том же 2000 году Поуп получил приз «Гуманитарный игрок года в MLS», став первым лауреатом награды. В 2001 году Поупа продолжали преследовать травмы, однако он внёс важный вклад в квалификацию сборной США на чемпионат мира. В следующем году Поуп провёл все 5 матчей сборной на чемпионате мира, несмотря на травмы, из-за которых защитник провёл лишь 17 матчей в MLS.
23 декабря 2002 года Поуп перешёл в «МетроСтарз», вместе с Ричи Уильямсом и Хайме Морено, из «МетроСтарз» в «Ди Си» отправился Майк Петке. Поуп продолжал и в новом клубе демонстрировать хорошую игру, за что его ещё дважды выбирали в символическую сборную лучших игроков MLS, а в 2004 году он получил приз «Честной игры». В 2005 году Поуп перешёл в «Реал Солт-Лейк». В том же году он вошёл в сборную лучших игроков MLS за всю, 10-летнюю, историю турнира. В 2006 году Поуп в третий раз играл на чемпионате мира, где провёл две игры и получил красную карточку в матче с Италией, за что пропустил 3-й матч, ставший для США последним на турнире. 3 августа 2006 года Поуп объявил о завершении международной карьеры, за 11 лет он провёл в составе сборной 82 матча и забил 8 голов. 14 июля 2007 года Поуп объявил о завершении футбольной карьеры, сказав: «Время пришло… Вы встаёте утром и чувствуете боль. Перед тренировкой вы чувствует боль. И после тренировки у вас ещё всё болит».

## Статистика
| 1992 | Норт Каролайна Тар Хилс | НАСС | 20 | 0 |
| 1993 | Норт Каролайна Тар Хилс | НАСС | 22 | 3 |
| 1994 | Норт Каролайна Тар Хилс | НАСС | 20 | 7 |
| 1995 | Норт Каролайна Тар Хилс | НАСС | 9  | 3 |
| 1996 | Ди Си Юнайтед           | MLS  | 18 | 2 |
| 1997 | Ди Си Юнайтед           | MLS  | 29 | 3 |
| 1998 | Ди Си Юнайтед           | MLS  | 20 | 1 |
| 1999 | Ди Си Юнайтед           | MLS  | 19 | 1 |
| 2000 | Ди Си Юнайтед           | MLS  | 21 | 0 |
| 2001 | Ди Си Юнайтед           | MLS  | 19 | 0 |
| 2002 | Ди Си Юнайтед           | MLS  | 17 | 1 |
| 2003 | МетроСтарз              | MLS  | 20 | 0 |
| 2004 | МетроСтарз              | MLS  | 22 | 0 |
| 2005 | Реал Солт-Лейк          | MLS  | 20 | 1 |
| 2006 | Реал Солт-Лейк          | MLS  | 22 | 0 |
| 2007 | Реал Солт-Лейк          | MLS  | 27 | 1 |

## Достижения

### Командные
Клубные
 Ди Си Юнайтед
- Чемпион MLS: 1996, 1997
- Обладатель Кубка чемпионов КОНКАКАФ: 1998
- Обладатель Межамериканского кубка: 1997

Международные
 США
- Обладатель Золотого кубка КОНКАКАФ: 2005

### Личные
- Член символической сборной лучших игроков сезона в MLS: 1997, 1998, 2003, 2004
- Защитник года в MLS: 1997
- Лучший игрок года в сборной США по футболу: 1997
- Обладатель приз «Честной игры» в MLS: 2004